# Monumento al Cid Campeador (Burgos)
Il Monumento al Cid Campeador è una statua equestre situata nella città di Burgos, in Spagna, e rappresenta Rodrigo Díaz de Vivar, un condottiero castigliano della fine dell'XI secolo, meglio conosciuto come il Cid Campeador. È opera del famoso scultore Juan Cristóbal González Quesada e fu inaugurata il 23 luglio 1955 dal generale Francisco Franco.
È uno dei simboli più rappresentativi della città e uno dei sette monumenti equestri dedicati al Cid in tutto il mondo, insieme a quelli situati a New York, San Francisco, San Diego, Buenos Aires, Valencia e Siviglia.

## Storia
L'idea di erigere un monumento in omaggio a Rodrigo Díaz de Vivar, originario della città della provincia di Burgos, Vivar, è stata comune per tutto il XX secolo. Già nel 1905, il re Alfonso XIII pose la prima pietra per la sua costruzione. Ma solo nel 1947 il sindaco della città, Carlos Quintana Palacios, avviò i lavori per la sua costruzione. Infatti l'8 settembre di quell'anno fu firmato un contratto con il famoso scultore andaluso Juan Cristóbal González Quesada per la realizzazione della statua, su progetto dell'architetto Fernando Chueca Goitia. Il monumento fu infine inaugurato il 23 luglio 1955, con una cerimonia solenne alla quale partecipò il capo dello Stato, il generale Francisco Franco, e che fu accompagnata da parate militari a terra e aeree. Il 1° agosto 1955, l'evento è diventato la prima voce del Noticiario Cinematográfico Español (NO-DO).

## Caratteristiche
Il monumento raffigura il Cid che attraversa il fiume Arlanzón al momento di lasciare Burgos a causa dell'esilio, in groppa al suo cavallo Babieca, e brandendo la sua spada Tizona nella mano destra, puntando in direzione di Valencia, suo luogo di esilio. Completa l'opera il Ciclo cidiano, un insieme di otto sculture realizzate da Joaquín Lucarini e collocate sul ponte di San Pablo, che rappresentano otto dei personaggi più vicini al Cid: Doña Jimena, Diego Rodríguez, San Sisebuto, Jerónimo de Perigord, Martín Antolínez, Álvar Fáñez, Martín Muñoz e Ben Galbón.
La statua equestre è fusa in bronzo, è alta 3,5 metri e poggia su un piedistallo di granito e calcare alto circa 6 metri. Sul piedistallo sono incisi due testi relativi alla vita e alla morte del Cid e gli stemmi di Burgos e Castiglia.
L'insieme si trova nella Plaza de Mio Cid, nel centro della città, accanto al ponte di San Pablo sul fiume Arlanzón.

## Galleria d'immagini

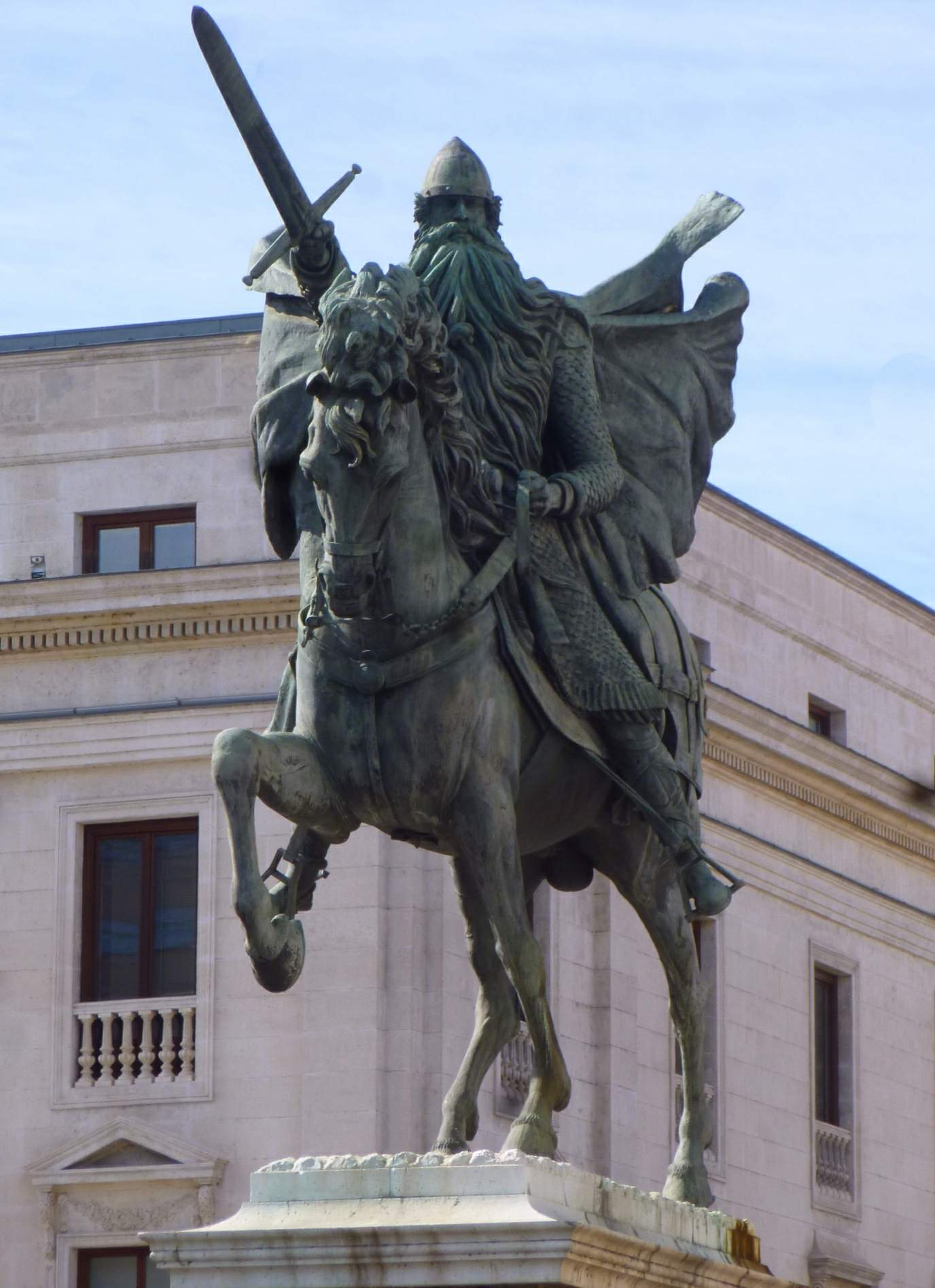
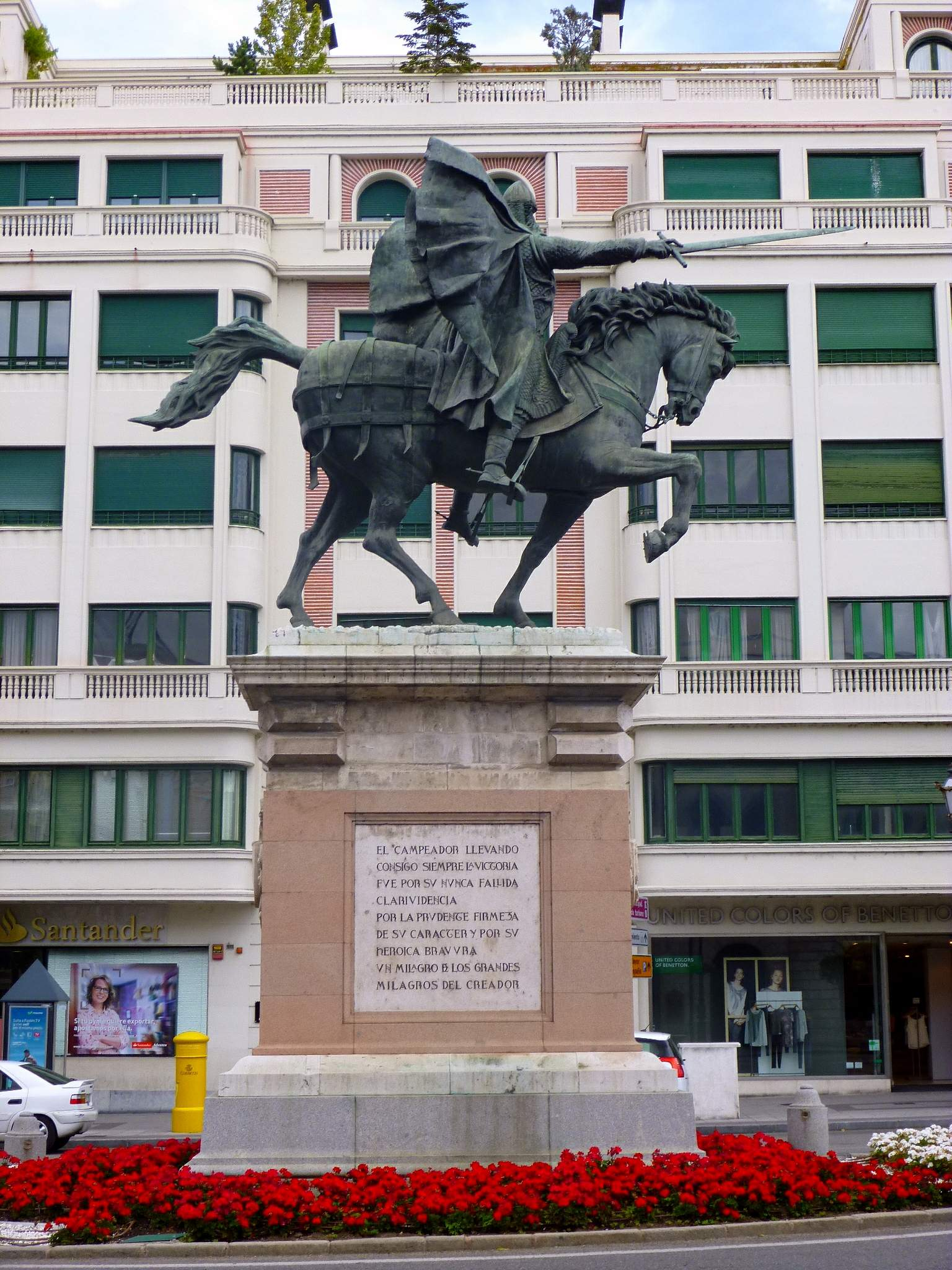
Visuale laterale
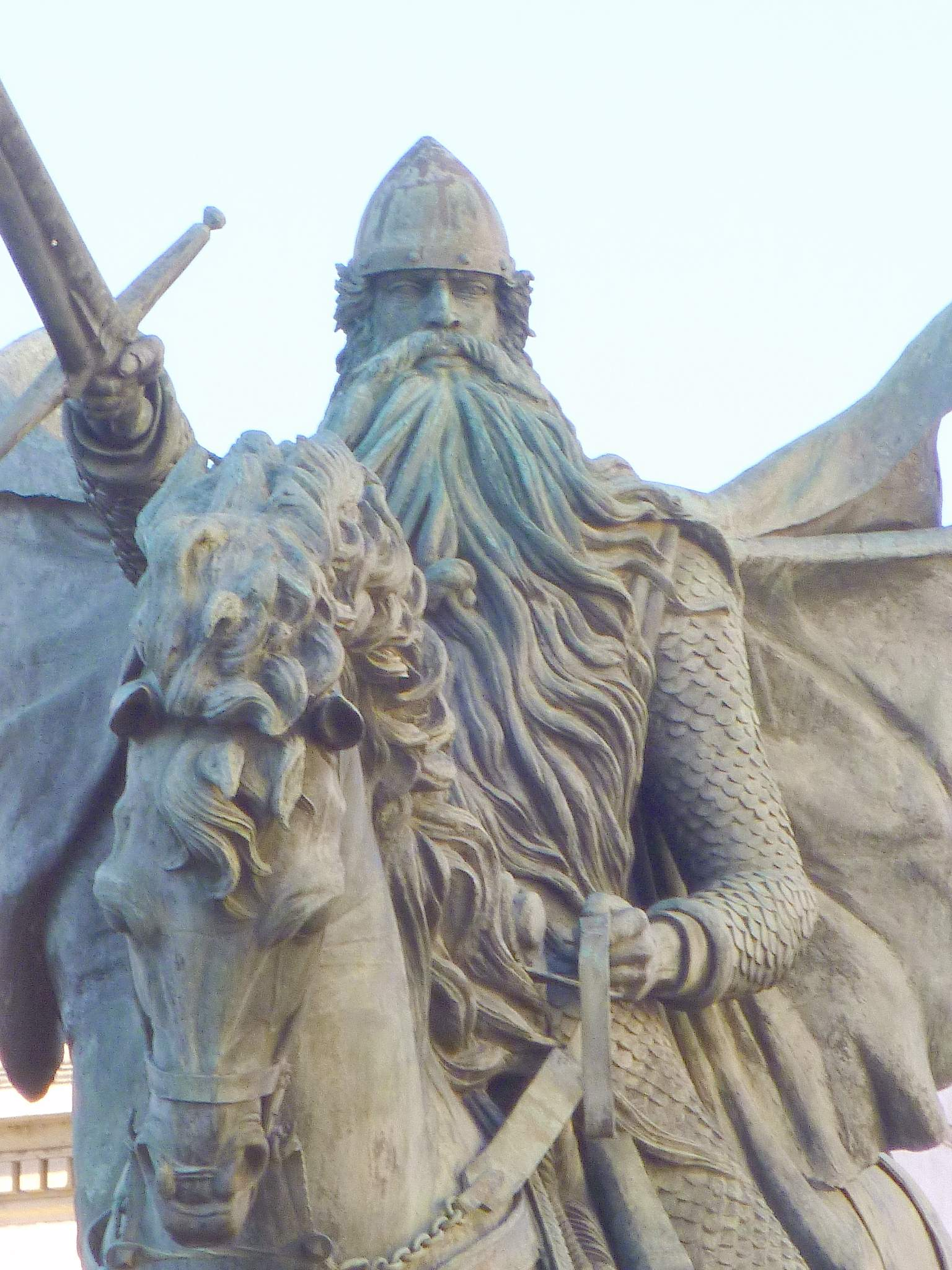
Visuale ravvicinata della testa del Cid
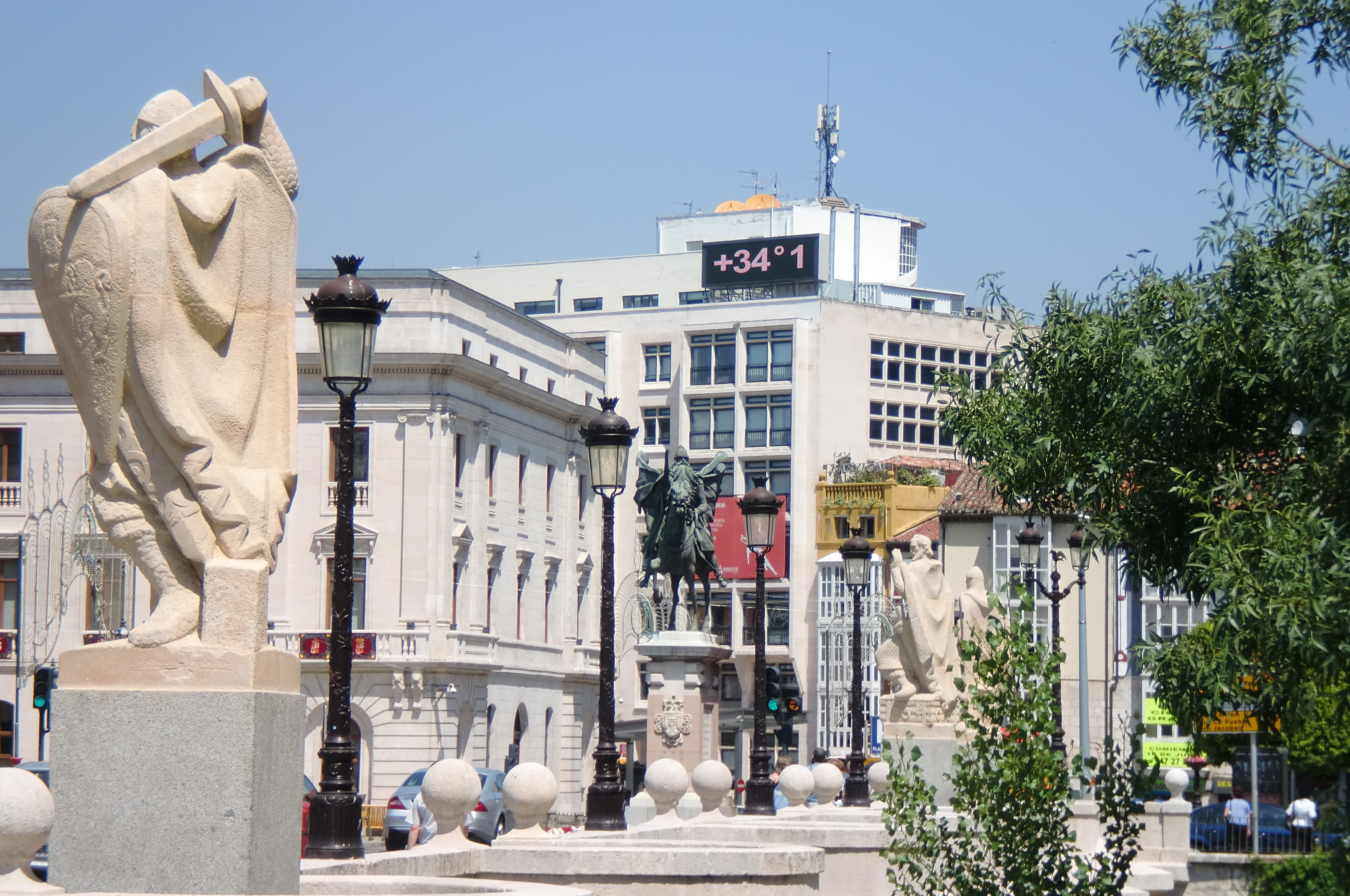
Visuale del Monumento al Cid Campeador dalla prima statua del Ciclo cidiano, situato sul ponte di San Pablo